# 新右エ門新田
新右エ門新田（しんうえもんしんでん）は、埼玉県さいたま市見沼区の大字である。郵便番号は337-0045。

## 地理
埼玉県東部、さいたま市見沼区の西部に位置する。もと見沼の低地で南北に細長く、東西を大宮台地に挟まれている。当地区の北と南は上山口新田となっている。また、東側は中川、西側は大宮区天沼町と隣接する。
当初は新右衛門新田であったが現在は新右エ門新田と綴る。地内は全域が市街化調整区域であり、人家は少なく、ほとんどが田畑や河川区域および自動車教習所等となっている。人家は古くから存在し、台地の縁に沿ってカーブしながら南北に通る野路（現在の中川分水通り）沿いに立地する。地区の西端を芝川が流れ、上流側から松山橋、高鼻橋、中川橋が架かり、左岸土手にサイクリングロードが整備されている。

## 歴史
- もとは江戸期より新右衛門新田として周囲の村と同様に独立していた。武蔵国足立郡見沼領に属していた[4]。1728年（享保13年）、大宮宿の内倉新右衛門が開発し、新田となったことからこの地名が残る[4][9]。村高は享保年間では21石余、寛政年間以降では31石余であった。化政期の戸数は5軒で、村の規模は東西1町、南北6町余であった。用水は西縁用水の分水である砂村分水を利用していた。
- はじめは幕府領[4]で以降変遷なし。なお、検地は1731年（享保16年）および1789年（寛政元年）に実施。
- 1828年（文政11年）より大門宿寄場34か村組合に所属[4]。
- 幕末時点では足立郡新右エ門新田であった[10]。明治初年の『旧高旧領取調帳』の記載によると、代官大竹左馬太郎支配所が管轄する幕府領であった[11]。
- 1868年（慶応4年）6月19日 - 幕府領が武蔵知県事・山田政則（忍藩士）の管轄となる。
- 1869年（明治2年） 
  - 1月13日 - 武蔵知県事・宮原忠英の管轄区域に大宮県を設置。県庁は東京府馬喰町に置かれる。
  - 9月29日 - 県庁が浦和に置かれ浦和県に改称。
- 1871年（明治4年）11月13日 - 第1次府県統合により埼玉県の管轄となる。
- 1879年（明治12年）3月17日 - 郡区町村編制法により成立した北足立郡に属す。郡役所は浦和宿に設置。それに伴い、見沼領を冠称して見沼領新右衛門新田に改称される。なお、大宮宿の持添新田に大宮領新右衛門新田があり、1874年（明治7年）12月28日に新宿村と共に大宮宿に編入された[12][13]。
- 1889年（明治22年） - 見沼領新右衛門新田から見沼領が取れ、新右衛門新田に改称される。
- 1889年（明治22年）4月1日 - 町村制施行により、片柳村・山村・東新井村・中川村・笹丸村・御蔵村・染谷村・南中野村・南中丸村・上山口新田・西山村新田・新右衛門新田・加田屋新田が合併し、新たな片柳村が成立[10]。片柳村の大字新右衛門新田となる。
- 1955年（昭和30年）1月1日 - 片柳村が指扇村・馬宮村・植水村・春岡村・七里村とともに大宮市へ編入[14]。大宮市の大字となる。
- 1964年（昭和39年）4月 - 地内に「大宮自動車教習所」が設立される[15][16]。
- 2001年（平成13年）5月1日 - 大宮市が、浦和市、与野市と合併しさいたま市となり、さいたま市の大字となる。
- 2003年（平成15年）4月1日 - さいたま市が政令指定都市に移行し、見沼区の大字となる。

### 存在していた小字
- 中川下・八幡窪[17]（八幡久保）

## 世帯数と人口
2017年（平成29年）9月1日現在の世帯数と人口は以下の通りである。
| 大字         | 世帯数 | 人口 |
| ------------ | ------ | ---- |
| 新右エ門新田 | 38世帯 | 87人 |

## 小・中学校の学区
市立小・中学校に通う場合、学区（校区）は以下の通りとなる。
| 番地 | 小学校                 | 中学校                   |
| ---- | ---------------------- | ------------------------ |
| 全域 | さいたま市立芝川小学校 | さいたま市立第二東中学校 |

## 交通
地内に鉄道は敷設されていない。最寄り駅はさいたま新都心駅であるが、道程が2 km近くあり徒歩圏ではない。

### 道路
- 埼玉県道214号新方須賀さいたま線 - 北部で掠める
- 中川分水通り[7] - 台地の縁沿いを通る

### バス
地内には「大正坂」、「高鼻」、「宝乗院下」停留所が設置されている。
- 国際興業バス
  - さいたま東営業所
    - 大02-2 ： 大宮駅東口 - 氷川参道 - 自治医大医療センター入口 - 片柳支所 - 浦和学院高校《新道経由》（平日及び土曜の夜間のみ4本）
    - 大04-2 ： 大宮駅東口 - 自治医大医療センター - 日大前 - 大谷 - 大谷県営住宅《新道・自治医大医療センター経由》
    - 大12 ： 大宮駅東口→氷川参道→芝川新橋→大正坂→円蔵院下→西浦→中川天神→芝川新橋→氷川参道→大宮駅東口〈中川循環〉
    - 大12-2 ： 大正坂→円蔵院下→西浦→中川天神→芝川新橋→氷川参道→大宮駅東口（朝のみ）
    - 大12-3 ： 大宮駅東口→氷川参道→芝川新橋→大正坂→円蔵院下→西浦（夜間のみ）

## 施設
- 大宮自動車教習所
- 見沼辨財天宗像神社